# Hafsia Herzi
Hafsia Herzi (Manosque, 25 de janeiro de 1987) é uma atriz e diretora de cinema francesa. Ela é mais conhecida por estrelar o filme franco-tunisiano La Graine et le Mulet, pelo qual venceu o prêmio César de Melhor Atriz Revelação em 2008 e o Prêmio Marcello Mastroianni de Melhor Atriz em Ascensão na 64ª edição do Festival Internacional de Cinema de Veneza em 2007.

## Biografia
Herzi possui ascendência tunisiana por parte de seu pai e argelina por parte da sua mãe. Ela é a mais nova de quatro filhos.

## Filmografia selecionada
| Ano  | Título                                     | Papel            | Notas |
| ---- | ------------------------------------------ | ---------------- | --- |
| 2007 | La Graine et le Mulet                      | Rym              | César de melhor atriz revelação Prêmio Lumière (Atriz Revelação) Prêmio Marcello Mastroianni Prêmio Shooting Stars |
| 2008 | L'Aube du monde                            | Zahra            | |
| 2008 | Un Homme et Son Chien                      | Leïla            | |
| 2009 | The King of Escape                         | Curly Durandot   | |
| 2009 | Dowaha                                     | Aïcha            | |
| 2010 | Le chat du rabbin                          | Zlebia           | Voz |
| 2011 | Jimmy Rivière                              | Sonia            | |
| 2011 | L'Apollonide: Souvenirs de la maison close | Samira           | |
| 2011 | La Source des femmes                       | Loubna Esmeralda | |
| 2012 | Héritage                                   | Hajar            | |
| 2013 | Exit Marrakech                             | Karima           | |
| 2013 | La Marche                                  | Monia            | |
| 2013 | Elle s'en va                               | Jeanne           | |
| 2014 | Le Sac de farineh                          | Sarah            | |
| 2014 | Certifiée Halal                            |                  | |
| 2014 | War Story                                  | Hafsia           | |
| 2015 | Par accident                               | Amra             | |
| 2016 | Sex Doll                                   | Virginie         | |
| 2017 | Des plans sur la comète                    | Inès             | |
| 2017 | Of Skin and Men                            | Amel             | |
| 2017 | Mektoub, My Love: Canto Uno                | Camélia          | |
| 2018 | Féminin plurielles                         | Hafsia Chouchane | |
| 2018 | Fleuve noir                                |                  | |
| 2018 | Le Banc                                    |                  | |
| 2018 | This Teacher                               |                  | |
| 2019 | Tu mérites un amour                        | Lila             | Diretora |
| 2019 | Mektoub, My Love: Intermezzo               | Camélia          | |
| 2019 | Persona non grata                          | Iris             | |